# Luigi Cassano
Luigi Cassano (Litta Parodi, 26 marzo 1920 – Chiavari, 5 febbraio 1948) è stato un calciatore italiano.

## Biografia
Era nato a Litta Parodi, all'epoca paese indipendente e nel XXI secolo una frazione di Alessandria, che nel 2004 gli ha dedicato una via; pochi giorni dopo la sua morte una squadra locale di calcio prese il suo nome.

## Carriera
Scoperto dal suo conterraneo Adolfo Baloncieri, che lo volle con sé al Liguria e lo fece esordire in Serie A nella stagione 1938-39, dopo tre anni al Napoli si trasferì a Torino dove vinse il primo scudetto dei cinque vinti dal Grande Torino nella stagione (1942-43). Nel dopoguerra giocò come terzino con l'Alessandria, con cui vinse il campionato di Serie B 1945-46; fu ceduto dai piemontesi alla Lazio per 5 milioni di lire.
Morì durante il periodo di militanza alla Sampdoria, per un attacco di tifo che fece seguito a un'infezione da cozze avariate ingerite durante la trasferta di Bari (11 gennaio 1948), sua ultima partita. Aveva 27 anni, lasciò la moglie ed una figlia di due mesi.
In carriera ha complessivamente totalizzato 112 presenze nella Serie A a girone unico, senza mai andare a segno.

## Coppa Cassano
Dopo la sua morte, la Sampdoria gli dedicò la "Coppa Cassano", competizione con cadenza annuale che consisteva in una sfida contro i concittadini del Genoa. La prima sfida si tenne il 12 settembre 1948 e vide la vittoria dei rossoblu per 5-2; le successive tre si conclusero con pareggi mentre l'ultima edizione, la quinta, fu disputata il 7 settembre 1952 e vinta dai genoani 3-2.

## Palmarès
- Campionato italiano: 1

Torino: 1942-1943
- Coppa Italia: 1

Torino: 1942-1943
- Campionato italiano di Serie B: 1

Alessandria: 1945-1946